# Tinya de la col
La tinya de la col (Plutella xylostella) és una espècie de lepidòpter ditrisi de la família Plutellidae, veritablement cosmopolita i és l'única de tot l'ordre Lepidoptera amb una distribució contínua i global. S'ha convertit en l'insecte plaga més destructiu de collites de plantes alimentàries de la família de les brassicàcies, com ara la colza (Brassica napus) i diferents varietats de cols (Brassica oleracea), com les cols de cabdell (B. oleracea var. capitata) i coliflor (B. oleracea var. botrytis). A més és molt difícil de controlar perquè ha desenvolupat resistència a nombrosos insecticides. De fet és la primera espècie en desenvolupar resistència al dicloro-difenil-tricloroetà (DDT), durant la dècada de 1950, i enfront de les toxines de Bacillus thuringiensis (toxines Bt), durant la dècada dels 90.

## Distribució

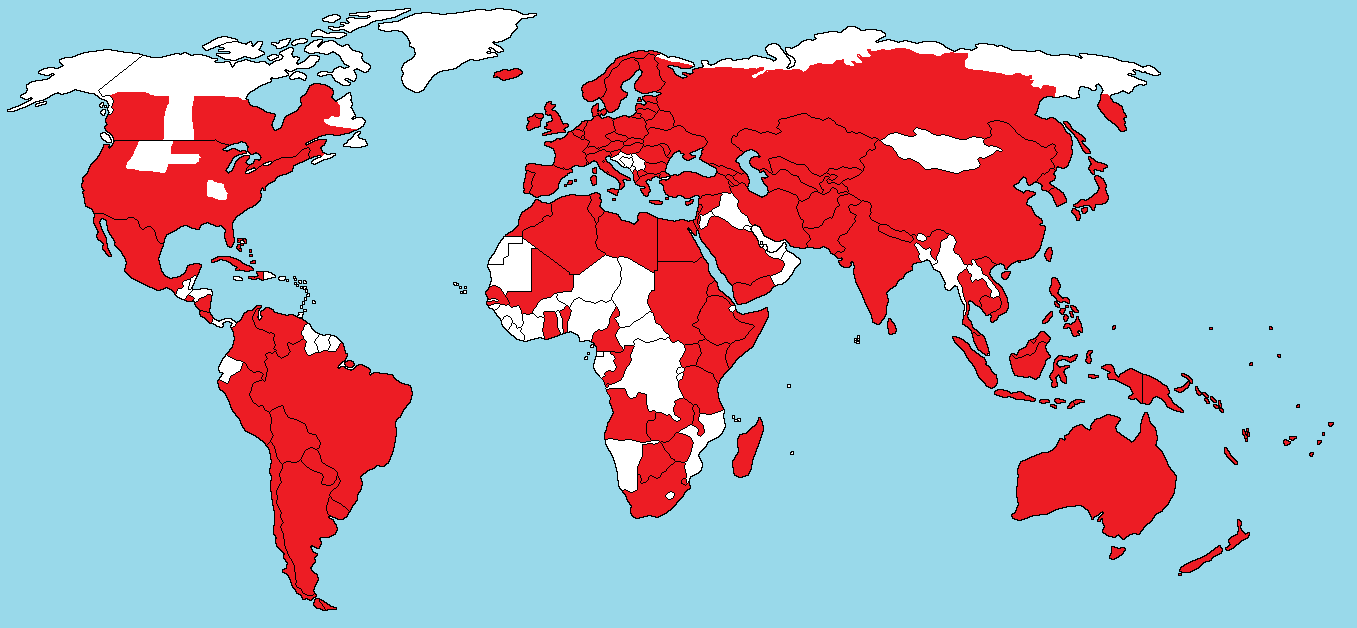
Distribució mundial de la tinya de la col.

Es creu que l'origen de la tinya de la col és africà, en concret, de Sud-àfrica. No obstant això avui dia pot trobar-se arreu de tota Amèrica, Europa, Sud-est Asiàtic, Austràlia, Nova Zelanda, l'Índia, i tota Àfrica. A partir de dades i publicacions disponibles, així com de localitzacions geogràfiques de soques de Plutella xylostella empleades en seqüenciació genòmica, You et al, en el seu article de febrer de 2013, van realitzar un mapa de la distribució mundial d'aquesta espècie.

## Descripció
Els ous tenen una forma oval aplanada i mesuren uns 0,44 mm de llarg per 0,20 mm d'ample. Presenten un color que va des del groc al verd pàl·lid. Les larves rares vegades superen una mida mitjana d'uns 1,7 mm en el primer estadi larval, 3,5 mm en el segon, 7,0 mm en el tercer i 12 mm en el quart. Són incolores en el primer estadi larval però adopten un color verd a partir del segon. Són estretes als extrems i al llarg del cos de la larva s'observen alguns pèls marcats per unes taques de color blanc allà on sorgeixen. Presenten 5 parells de propotes, sent característic l'últim parell en la part final posterior, ja que es disposen en forma de “V”. La pupa té aspecte sedós, és poc densa en fibres i sol mesurar de llargària entre 7 i 9 mm.
Els adults són menuts i prims, i mesuren uns 6 mm de llarg. Tenen un color entre gris i marró, i presenten una banda al llarg de l'esquena de color crema o bruna. Aquesta banda a voltes es troba perfilada de tal manera que adopta la forma d'un o diversos diamants, la qual cosa li confereix a Plutella xylostella un dels seus noms col·loquials d'arna dors de diamant en alguns idiomes.

## Cicle de vida
La còpula de la tinya de la col té lloc durant l'ocàs (moment a partir del qual és més activa) a partir del dia en què els adults emergeixen de la pupa. Les femelles comencen la posta d'ous poc després de l'aparellament i pot durar fins a 4 dies (o fins a 10, segons altres fonts), durant els quals es dipositaran entre 11 i 188 ous, podent arribar fins i tot als 250-300. Aquest procés es veu afavorit per la falta de llum (és a dir, en dies poc lluminosos). No obstant això, la posta no pareix inhibir-se del tot quan es fan experiments en els quals s'aplica llum durant el període de foscor. Altres factors que van a influenciar la posta són la temperatura, la producció de compostos volàtils i secundaris de la planta, i la presència de tricomes i ceres a la superfície foliar. Els ous solen dipositar-se preferentment en depressions de la fulla en comptes d'en regions llises. El període d'incubació dels ous sol comprendre entre 5 i 6 dies, sent la temperatura el principal factor que determina aquest període.
Les larves comencen a alimentar-se al poc temps d'emergir dels ous. Les larves del primer estadi larval només s'alimenten del mesofil·le de les fulles, un teixit esponjós. D'altra banda, les larves més madures s'alimenten de tota la fulla començant per la superfície inferior fins a arribar a la capa cerosa i l'epidermis superior, que queden sense consumir, formant "finestres" transparents. El temps de desenvolupament mitjà per a cada estadi larval és de 4,5 dies per al primer, 4 dies per al segon, 4 dies per al tercer i 5 dies per al quart.9 De nou ací, la temperatura va a determinar la durada, en aquest cas, dels quatre estadis larvals, sent el desenvolupament d'aquestes més ràpid en climes càlids. Un altre factor que influeix en la taxa de desenvolupament és la planta que trien les femelles com hoste dels ous (el desenvolupament serà més o menys ràpid en funció de l'espècie de brassicàcia triada).
Al final del quart estadi larval, la larva construeix una pupa sobre la fulla de la qual s'ha alimentat. Entra així la larva en un estat de quiescència denominat prepupa, que dura uns dos dies, durant el qual muda la seua pell que romandrà unida a la regió cabal de la pupa. La pupació sol durar entre 4 i 15 dies, depenent de la temperatura, després de la qual emergeix un individu adult.

## Ecologia
L'origen d'aquest lepidòpter en una àrea determinada, així com la seua capacitat per sobreviure en aquesta àrea durant els mesos que no hi ha collita, segueix sent un tema de discussió hui dia. Mentre que en regions tropicals i subtropicals es poden trobar individus de Plutella xylostella en qualsevol estadi del seu cicle de vida al llarg de tot l'any, ja que les brassicàcies (família de plantes a les quals l'arna dors de diamant està adaptada i a les quals empra com hostes) estan presents tot l'any en aquestes regions. En les regions temperades aquestes plantes no creixen tot l'any, la qual cosa ha portat a alguns investigadors a pensar que les pupes i/o els adults han d'hivernar a l'interior d'aquestes plantes hostes. La controvèrsia ha donat lloc a estudis de laboratori i de seguiment en els quals s'ha avaluat la resistència de P. xylostella a baixes temperatures, determinant-se que sí existeix certa resistència i supervivència, però que no es dona diapausa. A pesar que Dosdall, en 1994, va publicar un estudi en el qual demostraven que aquesta espècie hivernava, en un estadi posterior va reconèixer que havia de tractar-se d'un fenomen aïllat, ja que no van tornar a trobar noves evidències; d'altra banda afirmen que la tendència de l'escalfament global pot conduir a un increment de població de l'arna dors de diamant, segurament per una major supervivència durant els mesos d'hivern. Per tant, en nombroses regions temperades on hi ha plagues de P. xylostella, aquesta no hiverna i el seu origen sembla migratori, a pesar que s'ha documentat que poden sobreviure com a poblacions residents que hivernen.
Una de les característiques que fan d'aquesta arna una de les plagues més globals, és la seua capacitat de migració i de recórrer llargues distàncies, podent-se mantenir en vol continu en corrents d'aire desplaçant-se una distància de fins a 1.000 km per dia. És per açò que algunes poblacions de P. xylostella sorgeixen per moviments migratoris d'individus adults des de regions càlides a regions temperades: dels Estats Units o Mèxic al Canadà, de regions càlides del Japó a regions més fredes, del Sud al nord de la Xina a la primavera, i, segurament, el mateix ocórrega en altres regions temperades (Nova Zelanda, Austràlia, Sud-àfrica, Argentina i Xile, entre altres).

## Plantes hostes
Plutella xylostella s'alimenta només de brassicàcies, tant conreades com silvestres. Aquest és un grup molt variat de plantes, algunes cultivades pel seu ús alimentari. Dins d'aquesta família, el rang de plantes que es veuen afectades per aquesta arna es limita a aquelles que contenen glucosinolats, els quals estimulen la ingesta i la posta d'ous. Algunes de les espècies i varietats cultivades de les quals s'alimenta són: col llombarda (Brassica oleracea var. capitata f. rubra), floricol (Brassica oleracea botrytis), bròquil i romanesco (bròquil de forma piramidal) (Brassica oleracea italica), rave (Raphanus sativus), nap (Brassica rapa), col de Brussel·les (Brassica oleracea gemmifera), colrave (Brassica oleracea gongylodes), mostassa bruna (Brassica juncea), canola (Brassica napus), col medul·losa (Brassica oleracea medullosa), creixen (Nasturtium officinale), bròquil xinès (Brassica oleracea alboglabra) i colinap (Brassica napus rapifera).
També s'alimenta de nombroses brassicàcies considerades com a plantes adventícies, però només en absència de plantes cultivades que emprar com hostes. Aquestes plantes són molt importants, ja que ajuden al manteniment de les poblacions de la tinya de la col en regions temperades durant la primavera quan encara no ha començat l'època de cultiu.
S'ha observat que aquesta espècie pot alimentar-se i reproduir-se en altres brassicàcies com ara:
Arabis glabra, Armoracia lapathifolia, Barbarea stricta, herba bàrbara, Basela alba, remolatxa, Brassica kaber, ravenissa groga, Bunias orientalis, bosses de pastor, Cardamine amara, Cardamine cordifolia, creixen de prat, violer groc, Conringa orientalis, Descurainia sophia, Erysimum cheiranthoides, galinsoga, guascas, Hesperis matronalis, lberis amara, glast, Lepidium perfoliatum, Lepidium virginicum, caps blancs, Mathiola incana, Sisymbrium altissimum (Norta altissima), col de Kerguelen, rave bord, Rorippa amphibia, Rorippa islandica, mostassa blanca, Sisymbrium austriacum, herba dels cantors i traspic.

## Plutella xylostellacom a plaga
Plutella xylostella es va considerar com una plaga menor durant molt temps, ja que el seu dany estava emmascarat per la deterioració que duien a terme espècies com Pieris rapae (blanqueta de la col) o Trichoplusia ni (eruga verda de la col). No obstant això, l'abundància de l'arna de dors de diamant va començar a augmentar durant els anys 1950, arribant a ser un vertader problema per als cultius de brassicàcies, ja en els anys 1970 i constatant-se en els anys 1980, el desenvolupament de resistència a insecticides tals com els piretroides.
En els últims anys, la tinya de la col s'ha convertit en la plaga més destructiva de cultius de brassicàcies al món, amb un cost d'entre 4-5 mil milions de dòlars per any en danys i control de la plaga. L'absència d'enemics naturals per a aquesta espècie s'ha postulat com una de les raons del seu èxit com a plaga mundial. L'absència d'aquests, com ara els parasitoides, es pot deure al fet que Plutella xylostella presenta una millor capacitat d'establiment en nous cultius de brassicàcies que els primers. En aquest sentit s'ha documentat en alguns estudis la capacitat de P. xylostella de recórrer grans distàncies, no havent-se trobat dades similars per als seus enemics naturals. Una altra possibilitat és que l'ús indiscriminat d'insecticides a una àrea determinada haja comportat la mort dels enemics naturals d'aquesta arna, raó que justifica la falta de control per part d'aquests.

### Resistència a insecticides
Abans de l'ús d'insecticides sintètics, introduïts a finals dels anys 1940, l'arna dors de diamant no es considerava una plaga. Ja a mitjan anys 50, l'ús indiscriminat d'aquests insecticides sintètics va acabar per eliminar els enemics naturals de P. xylostella. En eliminar a l'enemic natural es va incrementar encara més l'ús d'aquests insecticides, donant com a resultat resistències eventuals a insecticides i fallades en el control de les plagues d'aquest lepidòpter. Indirectament s'estaven seleccionant positivament aquells individus que presentaren resistència a insecticides a causa de la pressió selectiva que s'estava exercint amb els mateixos. En 1953, l'arna dors de diamant es va convertir en el primer insecte en desenvolupar resistència al DDT i hui dia és resistent a molts insecticides sintètics utilitzats enfront d'aquest insecte. És més, també ostenta ser la primera espècie en desenvolupar resistència a toxines de Bacillus thuringiensis.

## Genòmica, evolució i adaptació
Molts herbívors estan adaptats a alimentar-se d'un determinat grup de plantes que es troben genèticament i bioquímica relacionades, i l'arna dors de diamant no és una excepció. No obstant això, els mecanismes que determinen eixa adaptació evolutiva a eixe grup de plantes relacionat encara no es coneixen bé. En el seu treball, You et al (2013) tracten d'aprofundir en el coneixement de l'herbivorisme i la detoxificació així com de dilucidar quines són les adaptacions que han permès a P. xylostella convertir-se en una plaga a escala mundial. Per a açò, van seqüenciar el genoma d'aquest lepidòpter i van analitzar la seua estructura comparant-la amb altres espècies de lepidòpters.
En primer lloc van predir que el nombre de gens era d'uns 18.071 gens codificants per a proteïnes i altres 781 d'ARNs no codificants. De tots aquests, 1.683 gens eren específics dels lepidòpters i altres 1.412 eren específics de l'espècie. El nombre de gens específics d'espècie en Plutella xylostella era superior que en altres dues espècies evolutivament pròximes com són Danaus plexippus (monarca, amb 1.184 gens específics d'espècie) i Bombyx mori (cuc de seda, amb 463 gens específics d'espècie). Eixos 1.412 gens específics de l'arna dors de diamant estan, en la seua majoria, implicats en rutes essencials del processament d'informació ambiental, en replicació i/o reparació cromosòmica, regulació transcripcional i metabolisme de carbohidrats i proteïnes, la qual cosa suggereix que P. xylostella té una capacitat intrínseca (gens específics) de resposta ràpida a l'estrès ambiental i al dany genètic.
En realitzar una anàlisi filogenètica van estimar l'època de divergència dels diferents ordres d'insectes fa uns 265-332 milions d'anys arrere, època molt pròxima a l'època de divergència entre monocotiledònies i dicotiledònies (304 milions d'anys arrere) i consistent amb la hipòtesi que els insectes herbívors i les seues plantes hostes haurien coevolucionat des d'aleshores. En aquest sentit, P. xylostella s'hauria convertit en hoste específic de les brassicàcies (família, Brassicaceae) després de la divergència d'aquesta de la família Caricaceae fa uns 54-90 milions d'anys arrere, poc després de la divergència de l'arna dors de diamant i la papallona monarca i del cuc de seda, fa uns 124 milions d'anys arrere (data estimada per You et al).
Existeix un conjunt de 354 gens que estan preferentment expressats en estadis larvals, sent molts d'aquests els que possibiliten aquesta adaptació específica de Plutella xylostella a les brassicàcies. Entre ells es troben:
- Gens implicats en el metabolisme del sulfat, com els que codifiquen glucosinolat sulfatases (GSS1 i GSS2), que li permeten alimentar-se d'un ampli nombre de brassicàcies, ja que transformen el glucosinolat (compost de defensa de la planta) en desulfoglucosinolat (impedint la formació de productes tòxics d'hidròlisis).
- Gens que codifiquen enzims digestius. L'arna dors de diamant presenta un conjunt d'enzims digestius similar a una altra espècie polífaga com és el cuc del cotó (Helicoverpa armigera). Dins d'aquest conjunt de gens hi ha nombrosos gens que codifiquen proteases serines. Cada planta hoste intentarà defensar-se de P. xylostella secretant inhibidors per a aquestes proteases serines digestives, però l'arna dors de diamant pot eludir aquests inhibidores, ja que presenta en el seu genoma un nombre major de gens per a proteases serines que inhibidors té la planta per a aquestes, per la qual cosa sempre podrà disposar de proteases serines funcionals que no estiguen afectades pels inhibidors de la planta hoste.

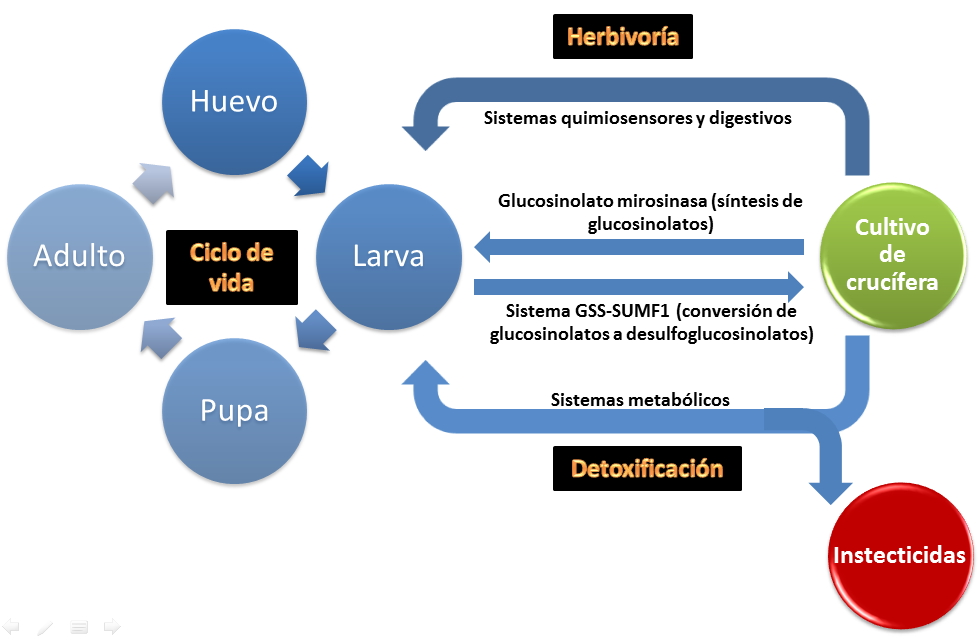
Herbivorisme i desintoxicació en el cicle de vida de Plutella xylostella (ou, larva - 4 estadis -, pupa i adult). S'alimenta de brassicàcies i ha evolucionat per a destoxificar els compostos de defensa de la planta hoste, la qual cosa li ha permès desenvolupar resistència als insecticides.

- Gens relacionats amb el rang de plantes que pot allotjar. Dins d'aquest conjunt de gens es diferencien dos grups:
  - Gens encarregats de la percepció de senyals químics provinents de la planta hoste. Són cinc famílies de gens que estan relacionades amb la preferència d'ingesta en estadi larval i amb la selecció de plantes hostes en adults: receptors de odorants (ORs), proteïnes d'unió a odorants (OBPs), receptors gustatius (GRs), receptors ionotròpics (ANARs) i proteïnes quimiosensitives (CSs). De les cinc famílies de gens s'observa que existeix expansió en concret dels gens de la família dels ORs, la qual cosa va a conferir a Plutella xylostella un alt potencial d'adaptació als senyals químics provinents de les plantes hostes.
  - Gens de defensa contra compostos secundaris de la planta. Són gens implicats en vies de destoxificació de compostos de defensa de la planta que, al seu torn, li van a ser útils a l'arna dors de diamant per a desenvolupar tolerància o resistència a insecticides (compostos xenobiòtics). Existeix un nombre més gran de gens relacionats amb la resistència a insecticides en P. xylostella que en B. mori (segurament a causa que aquest és una espècie monofàgica que ha tingut poca exposició a pesticides). Molts dels gens implicats en destoxificació van a estar duplicats en el genoma de Plutella xylostella, com ocorre en la majoria dels gens que codifiquen transportadors tipus transportador ABC. Els gens de la família de transportadors ABC són els més expandits en el genoma d'aquest lepidòpter dins de les famílies de gens implicades en vies de destoxificació comparant amb el genoma del cuc de seda. És més, en soques resistents a insecticides els nivells d'expressió de transportadors ABC estan augmentats. Altres famílies de gens implicades en vies de destoxificació són els de les citocrom p450 monooxigenasa (P450), glutatió-S-transferasa (GST) i carboxilesterases (COE). Dins de les quatre famílies de gens implicades en vies de destoxificació s'observa un gran polimorfisme; per exemple, en gens de COE hi ha un gran nombre de SNP que condueixen a canvis en l'especificitat del substrat i en l'activitat catalítica. En general s'observa un nombre més gran de transposons en gens involucrats en vies de destoxificació metabòlica sensible a estrès extern (una tendència general en lepidòpters).

En conclusió, l'expansió de famílies de gens implicats en percepció i destoxificació, així com l'alt grau de variabilitat en aquests gens permeten a Plutella xylostella disposar d'una bateria de gens i al·lels adaptats a les diverses i ubiqües toxines que les brassicàcies, com a plantes hostes, han desenvolupat enfront d'aquesta i altres espècies, però també subratlla la ràpida capacitat que té l'arna dors de diamant en desenvolupar resistència als insecticides.

## Galeria

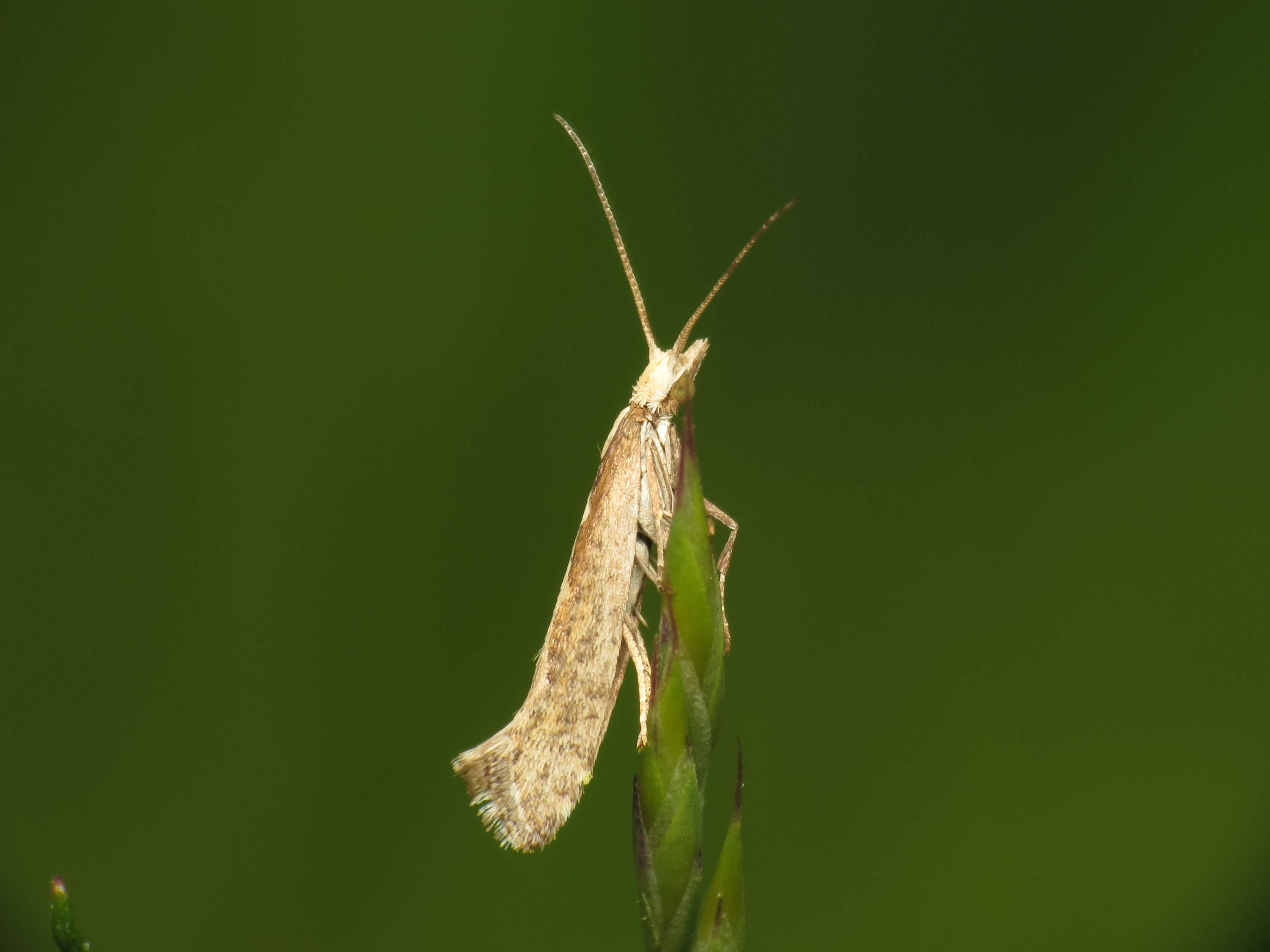
Adult
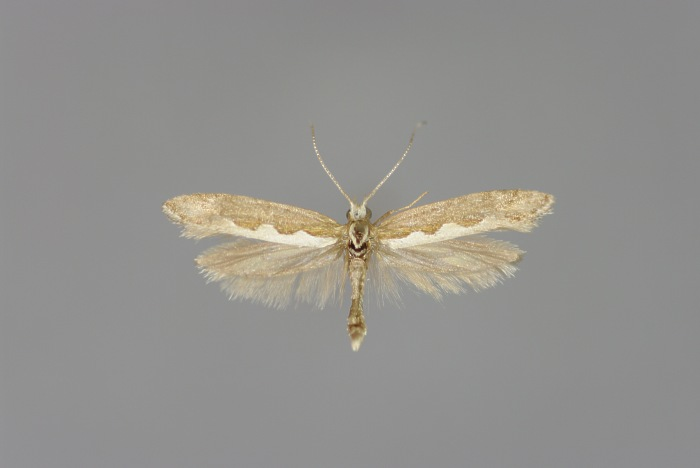
Adult dissecat
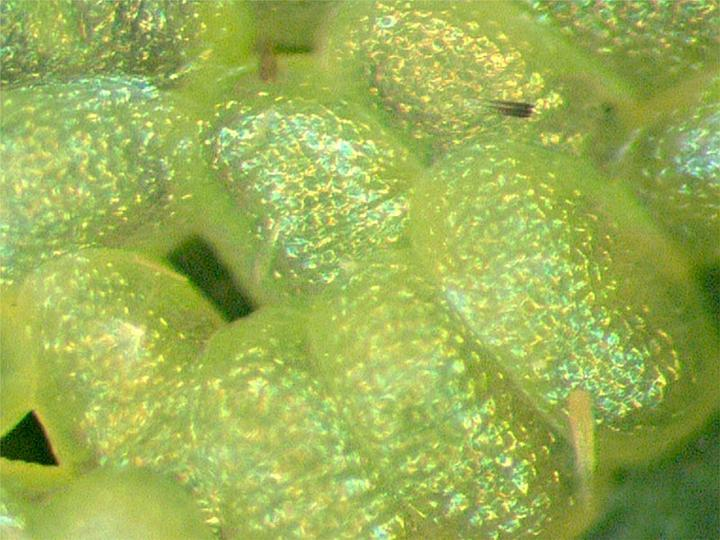
Ous
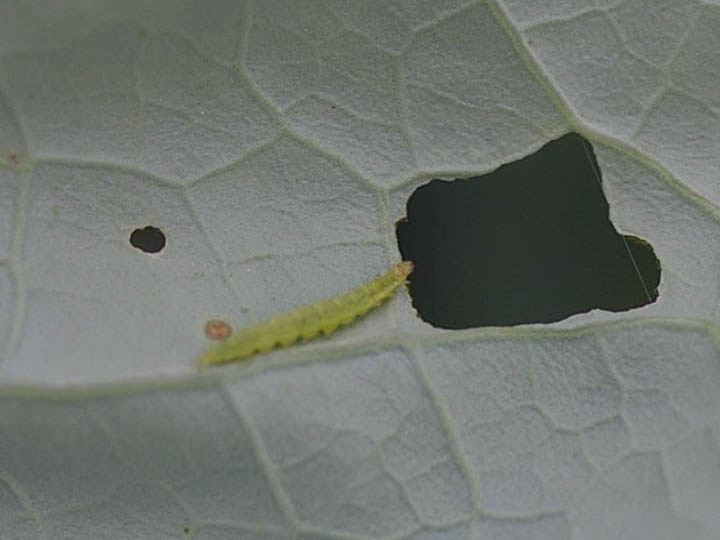
Eruga
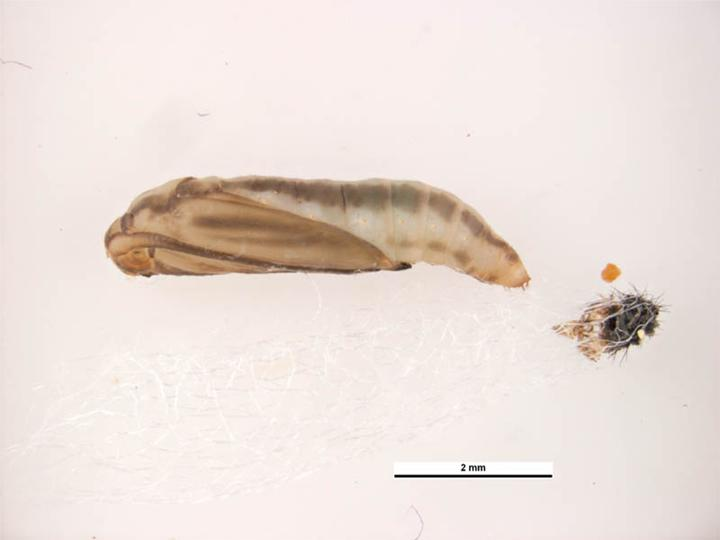
Visió lateral de la pupa